# Jacob Simonsen
Jacob Sommer Simonsen (født 1. januar 1995) er en dansk langdistanceløber .
Han startede som 13-årig i atletikklubben AGF i Aarhus og blev den yngste i Danmark til at løbe 5 kilometer på under 15 minutter.
I 2019 deltog han i seniorløbet for mænd ved 2019 IAAF World Cross Country Championships afholdt i Aarhus, Danmark, hvor han endte på en 93. plads.  Samme år repræsenterede han også Danmark ved Summer Universiaden 2019 afholdt i Napoli, Italien, hvor han sluttede på en 13. plads i mændenes halvmaraton, og vandt bronzemedaljen i mændenes halvmaraton for hold. 
Han er den nuværende danske rekordholder på mændenes marathon-distance efter at have løbet BMW Berlin Marathon den 29. september 2024 i 2:07:51. Dermed slog han Henrik Jørgensens rekord fra 1985 med et minut og 52 sekunder. Han har verdensrekord i halvmaraton med babyjogger i tiden 1 time, 8 minutter og 4 sekunder sat ved Aarhus City Half 2023 .

## Eksterne links
- Jacob Simonsens profil hos IAAF (engelsk)